# Escriptura de dreta a esquerra
En una escriptura de dreta a esquerra o de dalt a baix (comunament abreujat com  right to left o abreviat  RTL), l'escriptura comença des de la dreta de la pàgina i contínua cap a l'esquerra. Alguns exemples d'escriptura de dreta a esquerra són:
- L'escriptura àrab: usada pels àrabs, perses, urdus i diversos altres idiomes.
- L'alfabet hebreu: usat pels hebreus, jueus i algunes altres llengües jueves.
- L'alfabet siríac: usat per una varietat d'idiomes siríacs.
- Thaana: usada pels dhivehis.
- L'alfabet N'Ko: usat per diversos parlants d'idiomes d'Àfrica.
- L'alfabet samarità: relacionat properament a l'hebreu, usat en els escrits samaritanos.
- L'alfabet mandeo: relacionat properament al siríac, usat en els idiomes mandeos.
- L'alfabet imperial arameu: antic, molt relacionat a hebreu i fenici.
- L'alfabet fenici: antic, relacionat properament a l'hebreu i imperial arameu.
- L'alfabet brego: antic; en alguns textos aquesta d'esquerra a dreta o bustrofedon.
- El sil·labari xipriota.
- El kharosthi: una escriptura antiga de l'Índia.
- El sudàrab antic.
- L'alfabet avèstic.
- L'escriptura pahlavi.
- L'alfabet antic turc.
- El idioma umbre - un idioma extint Itàlic antigament parlat pels umbres a l'antiga regió italiana d'Umbria.

De dreta a esquerra pot referir-se a escriptures com la xinesa, japonesa i coreana.
Els textos de dreta a esquerra i de dalt a baix coincideixen amb el programari de consum comú. Freqüentment aquest suport ha de ser explícitament habilitat. Per utilitzar text de dreta a esquerra amb text d'esquerra a dreta, vegeu text bidireccional.
D'altra banda, en el present, el maneig del text cap avall és incomplet. Per exemple, en HTML no existeix suport per a ell i per simular-ho són necessàries taules. No obstant això, en el nivell 3 de CSS s'inclou una propietat de «manera d'escriptura», que pugues renderitzar tategaki quan es dona el valor «tb-rl». La compatibilitat és millor en els processadors de text.